# Tachaea picta
Tachaea picta là một loài chân đều trong họ Corallanidae. Loài này được Riek miêu tả khoa học năm 1967.